# Thank You, Vol. 3
Thank You, Vol. 3 es el sexto álbum de estudio del guitarrista alemán Michael Schenker, publicado en 2002 por el sello Shrapnel Records. Es la tercera entrega de la serie de discos acústicos llamados Thank You. Fue lanzado solo cinco meses después de la segunda parte de los trabajos Thank You, que al igual que los anteriores Michael estuvo a  cargo de la producción, mezcla, composición y grabación de los temas.

## Lista de canciones
Todas las canciones escritas por Michael Schenker.

| N.º | Título                             | Duración |  |
| 1.  | «It's All About Love»              | 4:57     |  |
| 2.  | «Just Do It»                       | 2:44     |  |
| 3.  | «Take Me»                          | 3:10     |  |
| 4.  | «Thank You»                        | 2:53     |  |
| 5.  | «I Learn from You»                 | 3:44     |  |
| 6.  | «It's Tuff But Possible»           | 3:16     |  |
| 7.  | «The Big Picture and It's Details» | 3:14     |  |
| 8.  | «I Am Grateful»                    | 3:33     |  |
| 9.  | «Our Journey»                      | 3:33     |  |
| 10. | «Focus on Good»                    | 3:50     |  |
| 11. | «The Creator»                      | 4:16     |  |

## Músicos
- Michael Schenker: guitarra acústica